# 치메이

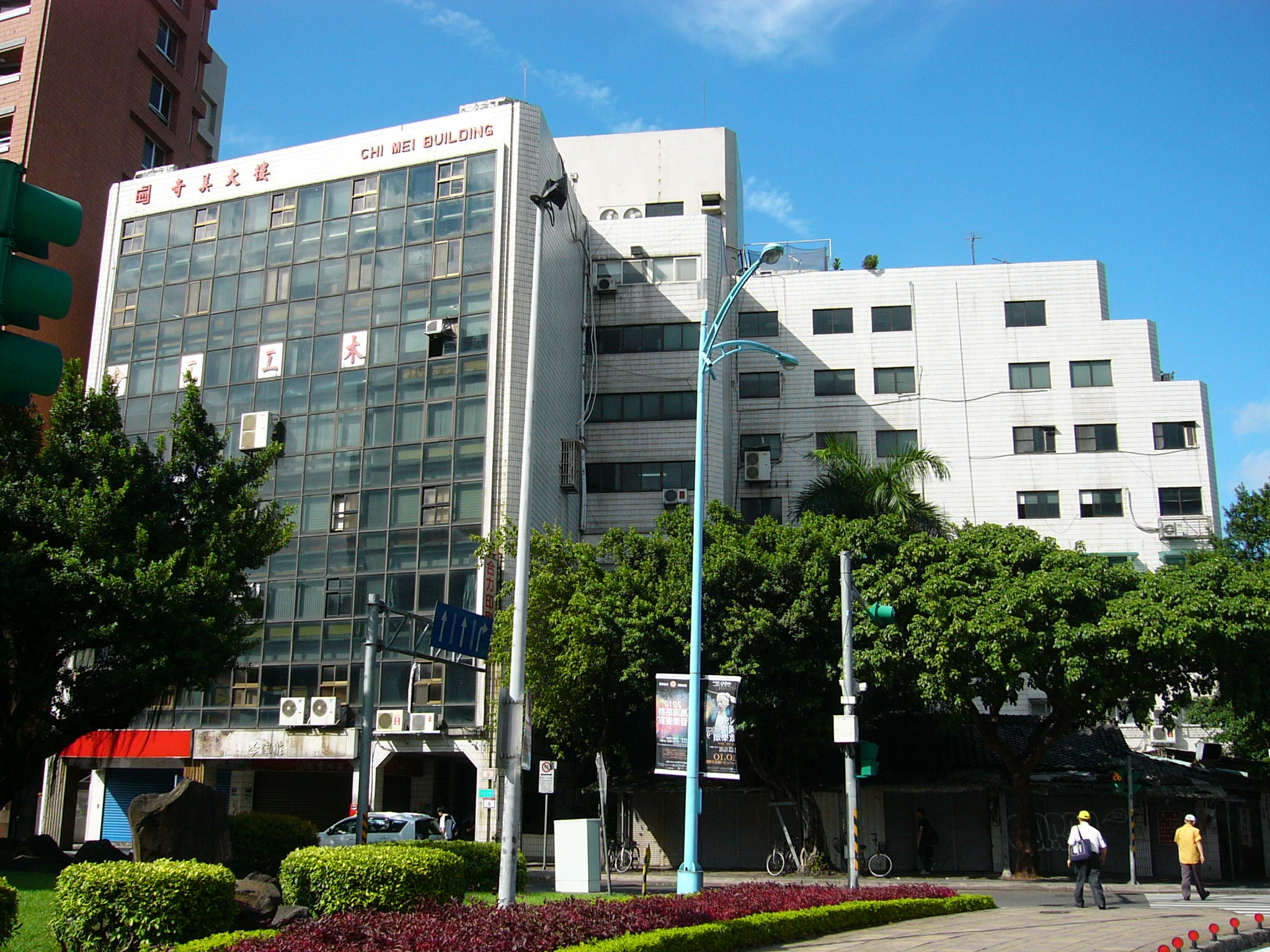

치메이 주식회사(중국어: 奇美實業股份有限公司)는 중화민국의 플라스틱 제조기업이다. 치메이는 ABS 수지 레진으로 세계에서 가장 큰 시장점유율을 차지하고있다. 1999년에 생산한 ABS 수지는 약 100만톤이다. 치메이는 타이난시와 전장 시에 ABS 수지를 생산하는 공장이 있다. 또한, 아크릴 유리, 폴리스틸렌, 열가소성 엘라스토머과 합성 고무도 생산한다. 치메이는 시웬롱이 1960년에 치메이 산업 유한회사로 설립해서, 중화민국에서 처음으로 아크릴 시트를 생산했다; 치메이 산업 유한회사는 1992년에 회사이름을 치메이 주식회사로 변경했다.

## 연혁
치메이 산업공장은 시웬롱이 ABS 수지가 필요해진 1968년에 설립했다. 치메이는 일본의 (미쓰비시가 27.08%지분을 소유한) 미쓰비시 화학 주식회사와 제휴하였다. 2001년에, 치메이 그룹은 IBM 일본과 함께 인터내셔널 디스플레이 테크놀로지 (IDT)를 설립했다. 이후 2005년에, 인터내셔널 디스플레이 테크놀로지는 소니에 매각되었다.

## 참조
1. ↑  Motohiko Kitahara. Innovative Strategies Help Shi Wen Long Foster Global Giant 보관됨 2006-02-06 - 웨이백 머신. 1999.
2. ↑  “Products”. 2007년 10월 19일에 원본 문서에서 보존된 문서. 2008년 5월 5일에 확인함.
3. ↑  Chi Mei Corporation. Chi Mei profile 보관됨 2008-03-12 - 웨이백 머신
4. ↑  “Mitsubishi Chem. 2005 annual report”. 2007년 6월 17일에 원본 문서에서 보존된 문서. 2008년 5월 11일에 확인함.
5. ↑  Taipei Times  and

## 같이 보기
- 치메이 옵토일렉트로닉스